# Rolf Diener
Rolf Diener (* 29. März 1906 in Gößnitz/Thüringen; † 12. September 1988  in Hamburg) war ein deutscher Maler, Zeichner und Grafiker.

## Leben und Wirken
Diener lebte seit 1910 in Hamburg. Er besuchte von 1927 bis 1931 die Landeskunstschule Hamburg, wo er von Arthur Illies (1870–1952) ausgebildet wurde. Während des Dritten Reichs war Rolf Diener als Werkzeugmacher beschäftigt. Er begann 1945 wieder künstlerisch zu arbeiten und studierte von 1948 bis 1951 bei Arnold Fiedler (1900–1985) am „Baukreis“ in Hamburg. Rolf Dieners Schaffen wurde von seiner Auseinandersetzung mit maßgeblichen Strömungen der klassischen Moderne und seiner Hinwendung zur abstrakten Malerei geprägt. 1957 fand eine Einzelausstellung seiner Werke in der Hamburger Kunsthalle statt.
Seine letzte Ruhestätte erhielt Rolf Diener auf dem Friedhof Ohlsdorf. Die Grabstätte im Planquadrat BR 65 liegt südwestlich von Kapelle 11.

## Werke (Auswahl)
- Wandgestaltung des Berliner Tors (1960)
- Gestaltung der Wandkeramik in der Schule Frohmestraße 42, Hamburg (1962)